# Chiropterotriton dimidiatus
Chiropterotriton dimidiatus és una espècie d'amfibi urodel de la família Plethodontidae endèmica de Mèxic. El seu hàbitat natural són els montans humits tropicals o subtropicals. Està amenaçada d'extinció a causa de la destrucció de l'hàbitat.